# A szerelem asszisztensei
A szerelem asszisztensei (eredeti cím: Set It Up) 2018-ban bemutatott amerikai romantikus vígjáték, melyet Claire Scanlon rendezett és Katie Silberman írt. A főszerepben Zoey Deutch, Glen Powell, Taye Diggs és Lucy Liu. A filmet 2018. június 15-én adta ki a Netflix, általánosságban kedvező kritikákat kapott.
A történet két túlhajszolt asszisztenst követ végig, akik megpróbálják összehozni igényes főnökeik randevúit New Yorkban.

## Cselekmény
Harper Moore a 25 éves Kirsten Stevens asszisztense, aki korábban újságíró volt, most pedig egy online sportújságíró birodalom szerkesztője. Charlie Young a 28 éves asszisztense a feszült idegzetű Rick Otis kockázati tőkésnek. Mindketten ugyanabban az épületben dolgoznak, és egy este találkoznak, amikor a főnökeiknek vacsorára van szükségük. Harper vacsorát rendelt magának és Kirstennek, de nincs nála készpénz, hogy kifizesse; Charlie, aki nem tudott vacsorát rendelni a főnökének, kifizeti Rick részére is.
Másnap Harper meglepetésének ad hangot, hogy Charlie egy ilyen durva és követelőző főnöknek dolgozik. Charlie elárulja, hogy Ricknek jó kapcsolatai vannak, és egy tőle kapott ajánlás garantálná az anyagi sikerét. Harper kifejezi mély csodálatát Kirsten iránt, és azt a vágyát, hogy olyan sportújságírást csináljon, amitől az emberek sírva fakadnak. Miután panaszkodik, hogy nincs idejük a magánéletükre, Harper azzal viccelődik, hogy mindkét főnöküknek szüksége lenne egy kis szexre. Charlie felháborodik a megjegyzéstől, de Harper azt tervezi, hogy összehozza a főnökeiket, azzal érvelve, hogy ha randiznak egymással, akkor kevesebb idejük lesz arra, hogy túlhajszolják magukat és Charlie-t. Charlie vonakodva csatlakozik a tervhez.
Az eredeti tervük, miszerint Rick és Kirsten „egy elakadt liftben találkozik”, balul sül el, amikor csatlakozik hozzájuk egy klausztrofóbiában szenvedő futár, aki vetkőzni és vizelni kezd.
Charlie és Harper ezután elintézik, hogy a főnökeik egymás mellett üljenek egy baseballmeccsen, és megvesztegetik a csókkamerát üzemeltető operátort, hogy nyomást gyakoroljon rájuk, hogy csókolózzanak. Három próbálkozás után Rick és Kirsten megcsókolják egymást. Randizni kezdenek, így Charlie-nak marad ideje arra, hogy modell barátnőjével, Suze-zal töltse az idejét, Harpernek pedig arra, hogy randevúzzon.
A dolgok azonban Rick és Kirsten között hamarosan eldurvulnak, ami miatt Harper és Charlie rájönnek, hogy keményen kell dolgozniuk, hogy a főnökeik együtt maradjanak. Randik tervezésével, üzenetek és ajándékok hagyásával, valamint egy hétvégi kiruccanás megszervezésével manipulálják a főnökeiket, hogy együtt maradjanak. Harper részt vehet legjobb barátnője, Becca eljegyzési partiján. Amikor a párja lerázza őt, Charlie elkíséri, és ketten egy kellemes estét töltenek el.
A nyaralás után Rick és Kirsten visszatérnek, és közlik az asszisztenseikkel, hogy eljegyezték egymást. Harper és Charlie nagyon örülnek a hírnek, de Charlie hamar megtudja, hogy Rick azért kérte meg Kirsten kezét, hogy bosszantsa volt feleségét, Kikit, akivel még mindig lefekszik. Charlie nem osztja meg a hírt Harperrel, de ő rájön, miután véletlenül meghallja, hogy Rick telefonszexel Kikivel. Szembesíti Charlie-t, és csalódottan veszi tudomásul, hogy tudott róla, és még mindig azt akarja, hogy Kirsten és Rick összeházasodjanak.
Harper elmegy Kirstenhez, és elmagyarázza neki, hogy ő és Charlie manipulálta őket, hogy randevúzzanak; amikor elkezd mesélni neki Rickről, Kirsten kirúgja őt, és azt tervezi, hogy folytatják az esküvőt. Charlie, miután rájön, hogy nem szereti Suze-t, szakít vele, és a repülőtérre szalad, ahol elmondja Kirstennek, hogy Rick nem szereti őt, és egyáltalán nem is ismeri. Kirsten rájön, hogy ez igaz, és szakít Rickkel.
Harper válságba kerül, de végül úgy dönt, hogy Becca biztatása után újra elkezd írni. Charlie-t megkeresi Rick, aki a segítségét kéri, hogy újra összejöjjön volt feleségével, akit valójában még mindig szeret. Charlie átad egy mappát, ami Rick volt feleségéről van nála. Harper elmegy az irodájába a dolgaiért, és összefut Kirstennel, aki megpróbálja visszaszerezni őt. Harper visszautasítja, mondván, hogy az írásra kell koncentrálnia. Kirsten felajánlja, hogy segít szerkeszteni a cikkét.
Amikor távozik, Harper meglátja Charlie-t, akit Kirsten hívott oda. Rájönnek, hogy Kirsten megpróbálta őket felültetni. Charlie elárulja, hogy felmondott a munkahelyén, és most ideiglenes alkalmazottként dolgozik. A film azzal ér véget, hogy ők ketten csókolóznak, miután rájönnek, hogy törődnek egymással, annak ellenére, hogy sok okuk lenne arra, hogy ne kedveljék egymást.

## Szereplők
- Zoey Deutch – Harper Moore, Kirsten asszisztense
- Glen Powell – Charlie Young, Rick asszisztense
- Lucy Liu – Kirsten Stevens, Harper főnöke
- Taye Diggs – Rick Otis, Charlie főnöke
- Joan Smalls – Suze, Charlie barátnője
- Meredith Hagner – Becca, Harper eljegyzett szobatársa
- Pete Davidson – Duncan, Charlie szobatársa
- Jon Rudnitsky – Mike, Becca vőlegénye
- Tituss Burgess – Creepy Tim, gondnok
- Noah Robbins – Bo gyakornok
- Jaboukie Young-White – Alex asszisztense

## Gyártás
2016 februárjában jelentették be, hogy Emilia Clarke kapta meg a film főszerepét, Katie Silberman a forgatókönyvíró, Justin Nappi és Juliet Berman a TreeHouse Pictures nevű vállalkozásuk producerei lettek, míg a filmet eredetileg a Metro-Goldwyn-Mayer forgalmazta volna. 2017 márciusában bejelentették, hogy Zoey Deutch és Glen Powell csatlakozott a film szereplőgárdájához, Clarke-ot Deutch váltotta fel, a Katie Silberman által írt forgatókönyv alapján pedig Claire Scanlon lett a rendező. A Netflix végül a Metro-Goldwyn-Mayer-t váltotta fel a film forgalmazásában. 2017 júniusában Taye Diggs, Lucy Liu és Joan Smalls csatlakozott a stábhoz. A forgatás 2017 júniusában kezdődött New York Cityben.

## Bemutató
A film 2018. június 15-én mutatták be a mozikban.

## Lehetséges folytatás
Scanlon interjúkban elmondta, hogy vannak ötletei egy lehetséges folytatáshoz, ha a Netflix is beleegyezik.

## Fordítás
- Ez a szócikk részben vagy egészben  a   Set It Up című angol Wikipédia-szócikk fordításán alapul.  Az eredeti cikk szerkesztőit annak laptörténete sorolja fel. Ez a jelzés csupán a megfogalmazás eredetét és a szerzői jogokat jelzi, nem szolgál a cikkben szereplő információk forrásmegjelöléseként.